# ترشی

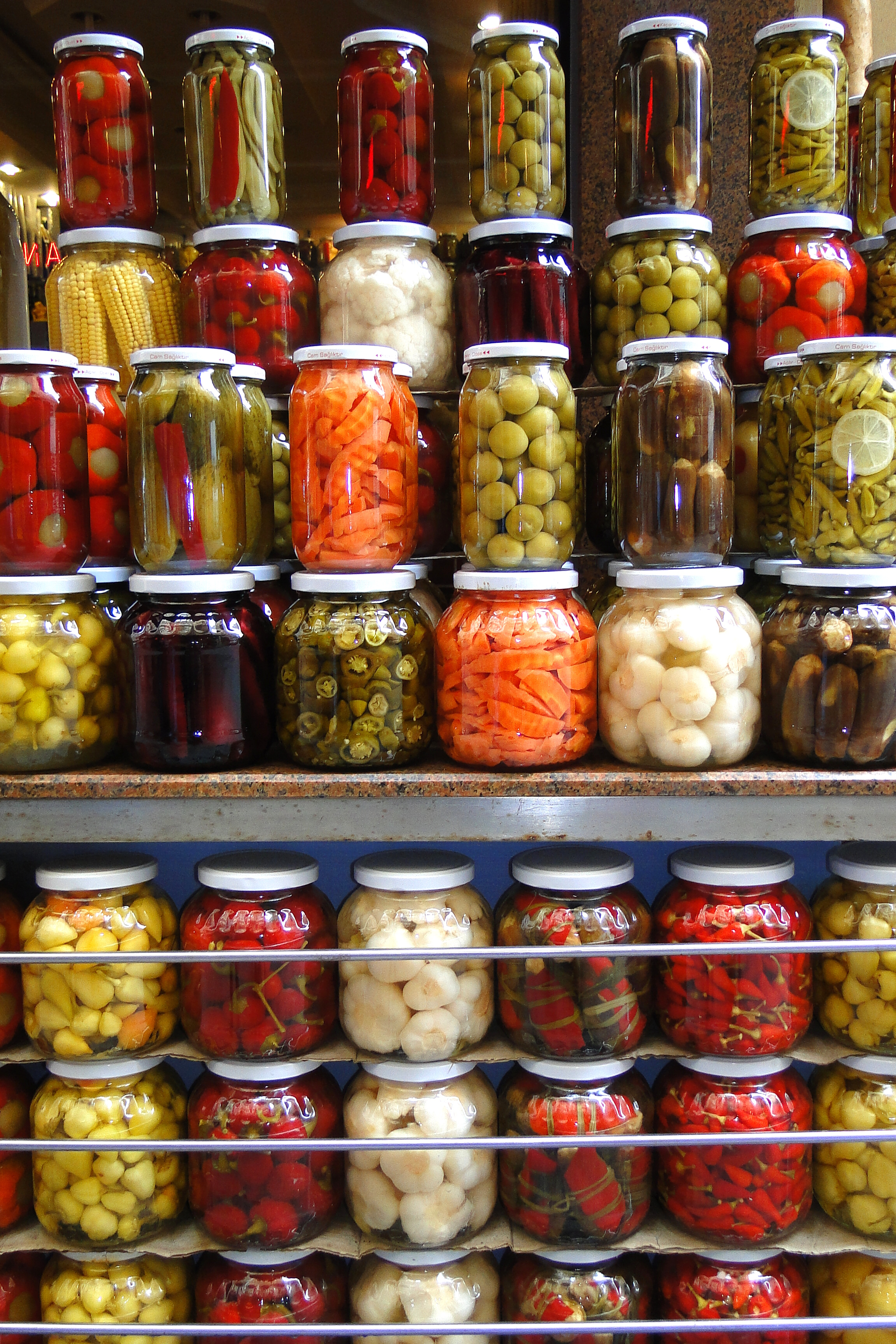

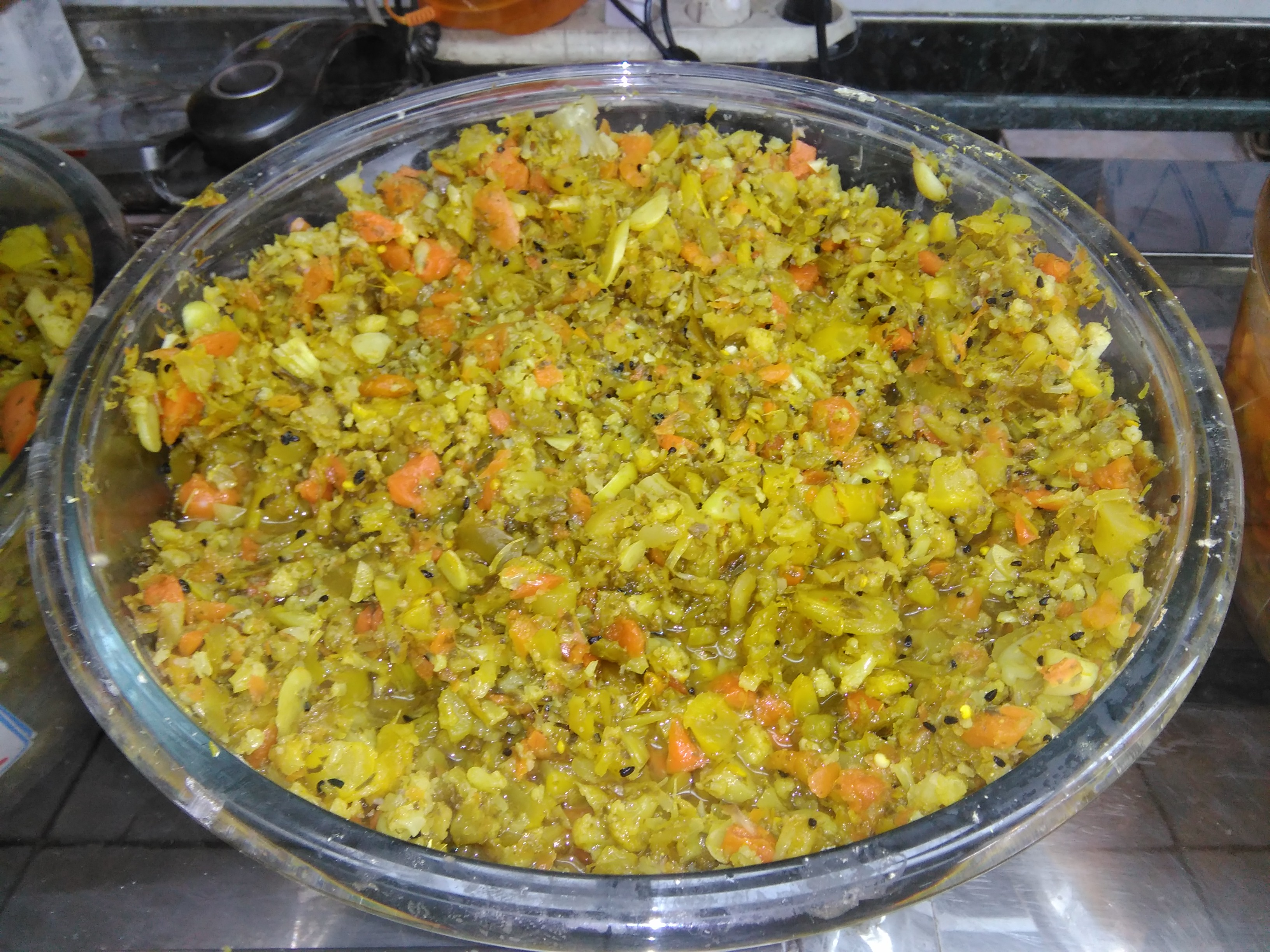
ترشی لیته خرد و ریز ریز شده

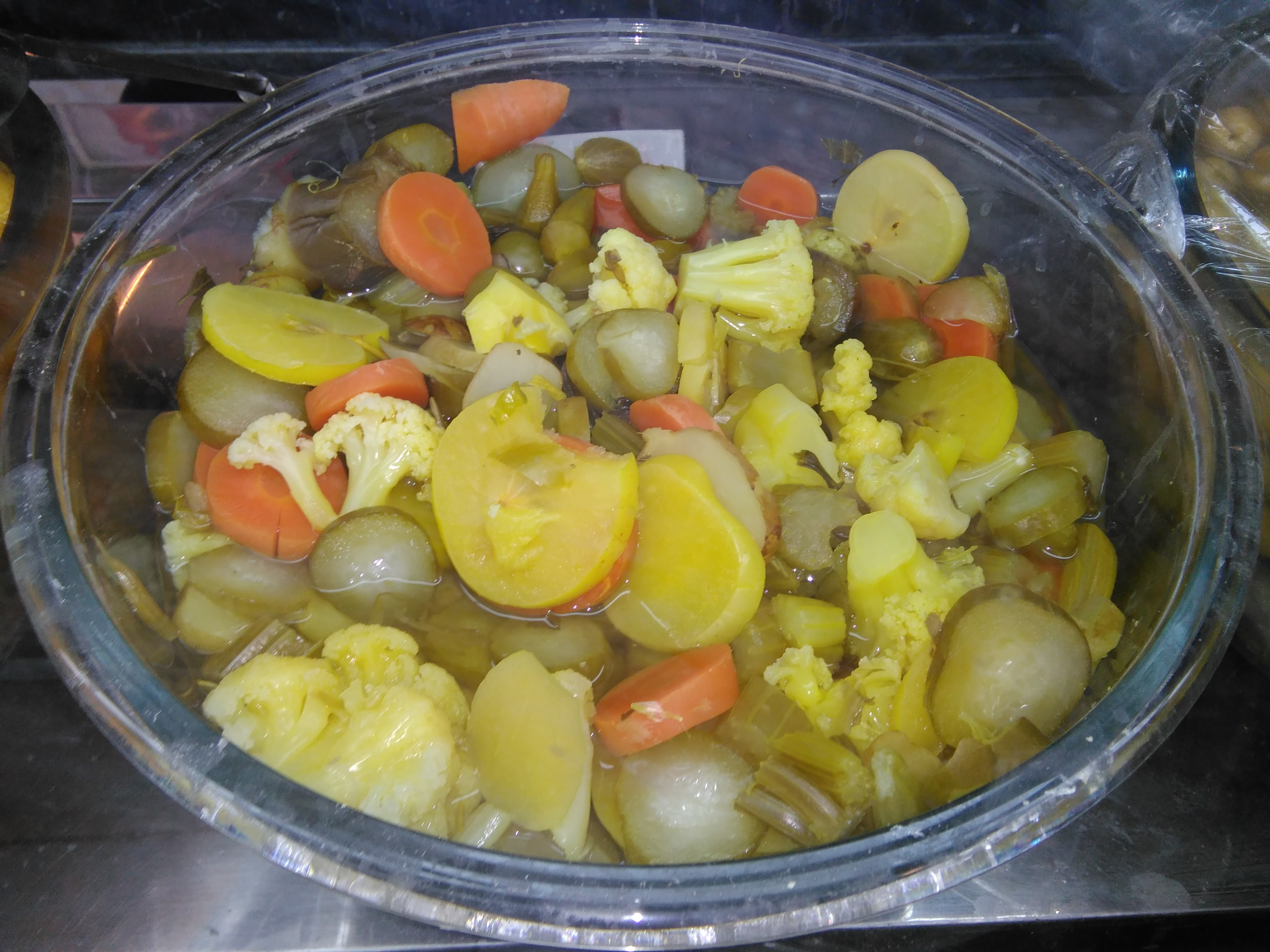
نمونه ساده یک ترشی در ایران

تُرشی، یکی از چاشنی‌ها به ویژه در آشپزی خاورمیانه ومخصوصا ایران و بالکان است. ترشی گذاشتن یکی از فرایندهای نگهداری طولانی مدت تره‌بار است که خوراکی مورد نظر را درون محلول آب نمک یا سرکه با پی‌اچ پایین و دارای حالت اسیدی قرار می‌دهند. اگر ماده خوراکی خود دارای آب کافی باشد، تنها افزودن نمک برای ساختن ترشی بس است. فرایند ترشی گذاشتن برای نگهداری از مواد خوراکی و بهره‌گیری از آن‌ها در بیرون از فصل برداشت به‌وجود آمد.
علاوه بر ایران، ترشی در غذاهای عربی، ترکی، آشوری، کردی، افغان، بالکان، ارمنی نیز رایج است. براساس رسوم منطقه ای و رویدادهای مختلف، انواع مختلفی از ترشی وجود دارد. در برخی خانواده‌ها، هیچ غذایی بدون یک کاسه ترشی روی میز کامل در نظر گرفته نمی‌شود. ترشی یک اشتهاآور سنتی برای صرف غذا است. در برخی مناطق، به ویژه در ترکیه، آب ترشی (تورشو سو) یک نوشیدنی محبوب است.
به‌طور سنتی، ترشی‌ها در فصل پاییز تهیه می‌شوند و در طول زمستان به عنوان یک چاشنی غذا برای خورش‌های خوش‌مزه مورد استفاده قرار می‌گیرد.
ترشی اغلب در خانه‌های روستایی و حتی در شهرها ساخته می‌شود. همچنین توسط صنایع غذایی نیز تولید و در سوپرمارکت‌ها به فروش می‌رسد و در رستوران‌ها سرو می‌شود.
در سال ۲۰۲۱ صادرات ترشی ترکیه به سطح ۳۰۰ میلیون دلار رسید.

## روش تهیه
ترشی با سیر، فلفل چیلی، کرفس، گل کلم، هویج، چغندر، کلم، بادمجان، آبلیمو و سبزیجات دیگر و گیاهان معطر خشک شده همراه با سرکه، نمک و مخلوط‌های مختلف ادویه تهیه می‌شود که به‌طور معمول شامل فلفل سیاه، زنجبیل و غیره می‌شود. ترشی به سبک ایرانی سرکه بیشتری دارد در حالی که ترشی به سبک ترکیه، شورتر است.
ترشی لیته با بادمجان و گیاهان دارویی (جعفری، گشنیز، نعنا، ترخون، ریحان) تهیه می‌شود. بادمجان‌ها در فر پخته می‌شود، در شیشه ای با گیاهان معطر دارویی و سرکه قرار داده می‌شود و به مدت دوتا سه ماه در مکانی خنک و خشک نگهداری می‌شود.
ترشی تسارسکا با گل کلم، فلفل قرمز، هویج و کرفس ساخته می‌شود. سبزی‌ها با مقداری نمک و شکر مخلوط می‌شوند و یک شب باقی می‌مانند. روز بعد آب آن با سرکه مخلوط شده و به مدت چند دقیقه جوشانده می‌شود. سبزی‌ها را در کوزه‌های شیشه ای قرار می‌دهند و با شاخه‌های گیلاس و سنگ گرد رودخانه به پایین فشار می‌دهند، سپس کوزه‌ها را با مربای ترشی خنک شده پر می‌کنند.
ترشی سلسکا با فلفل سبز، گوجه سبز، هویج، گل کلم، کلم و کرفس ساخته می‌شود. سبزی‌ها را در ظرفی می‌گذارند و با چند شاخه و یک سنگ روی آن فشار می‌دهند و روی آن مقداری نمک، سرکه و آب ریخته می‌شود. این مخلوط برای تخمیر مدتی باقی می‌ماند.

## ادویه ترشی
- نعنا خشک
- گلپر
- تخم گشنیز
- تخم سیاه دانه
- زیره سیاه و سبز
- کاری
- زردچوبه

## انواع ترشی
ترشی مخلوط
ترشی بندری
الگو:ترشی لیته
ترشی بادمجان
ترشی بامیه
ترشی فلفل
ترشی سیر
ترشی بلغاری
ترشی اسپانیایی

ترشی یونانی